# ジョゼフ・ペインツィル
ジョゼフ・ペインツィル（英語: Joseph Paintsil、1998年2月1日 - ）は、ガーナのサッカー選手。ガーナ代表。ポジションはFWもしくはMF。

## クラブ歴
テマ・ユースFCの下部組織出身で、2017年2月12日にガーナ・プレミアリーグで選手初出場を記録した。同年夏に移籍する迄に22試合10得点の記録を残した。
8月31日にネムゼティ・バイノクシャーグIのフェレンツヴァーロシュTCに買取オプションつきの期限付き移籍で加入した。9月9日の試合でルイ・ペドロに代わって出場し、移籍後初出場初得点を記録した。移籍後5試合の出場で4得点を記録するとレギュラーとなり、12月2日の試合であげた得点は同リーグの年間最優秀ゴールに選出された。加入後半年でネムゼティ・スポーツは彼をリーグのトッププレーヤーと評した。25試合で10得点を獲得したが、シーズン終了後に退団した。
2018年7月3日にKRCヘンクに完全移籍した。しかし加入直後は怪我で出遅れ、8月19日にベルギー・ファースト・ディビジョンAで移籍後初出場を記録した。移籍後初得点は10月7日となった。同月にはUEFAヨーロッパリーグ 2018-19 予選のブレンビーIF戦に出場し、UEFA主催試合初出場となった。グループリーグでは2得点を記録した。2019年にレアンドロ・トロサールが移籍すると左ウィングでの起用が増えた。しかし同年9月13日の試合で負傷し、2ヶ月の離脱となった。
2020年9月1日にスュペル・リグのMKEアンカラギュジュに期限付き移籍した。翌シーズンよりヘンクに復帰した。
2024年2月21日、ロサンゼルス・ギャラクシーに4年契約で移籍した。

## 代表歴
2017年5月25日に行われたベナン代表との親善試合で代表初出場を記録した。

## 私生活
憧れの選手としてアンドレス・イニエスタの名を挙げている。
兄のセス・ペインツィルもサッカー選手。